# Регина (имя)
Реги́на (лат. regina «царица») — женское имя латинского происхождения. Его производят из латинского слова regina в значении «правительница, царица». Которое в свою очередь связано с rex «правитель» из латинского слова rego «управляю». 
На Русь попало с христианством из Византии. Согласно В. А. Никонову, на 1988 год имя в СССР было редким. В английском языке это имя произносится как Реджайна и имеет сокращения Gina, Ren, Reggie, Rena, Rina. В украинский язык попало из латыни через польский язык.

## Именины
- Католики и православные[1][6]: 7 сентября.

## Иноязычные варианты
- англ. Regina[2][5]
- болг. Рэгіна, Раіна[4]
- болг. Регина[4]
- итал. Regina[2]
- лат. Regina[2][5]
- нем. Regina, Regine[2][5]
- пол. Regina[4]
- фр. Regine, Reine[2]